# AC Milan
Associazione Calcio Milan, cunoscut mai mult ca AC Milan sau doar Milan, este un club profesionist de fotbal cu sediul în Milano, Lombardia, Italia, care evoluează în Serie A. Clubul a fost fondat în 1899 de Herbert Kilpin, Alfred Edwards și alți patru englezi. Clubul a petrecut întreaga sa istoriei în Serie A, prima ligă a fotbalului italian, cu excepția a două sezoane petrecute în Serie B, sezoanele 1980–81 și 1982–83.
Clubul a câștigat oficial 18 trofee internaționale recunoscute de UEFA și FIFA, fiind al doilea cel mai de succes club din lume în ceea ce privește numărul de titluri internaționale, împreună cu Boca Juniors și Real Madrid, rămânând în spatele echipei Al Ahly care deține 20 de titluri internaționale. Milan deține recordul de 3 Cupe Intercontinentale și un Campionat Mondial al Cluburilor FIFA. Milan a câștigat Cupa Campionilor Europeni/Liga Campionilor de șapte ori; numai Real Madrid depășind acest număr. Milan a câștigat de asemenea și Supercupa Europei de cinci ori (deținând recordul) și Cupa Cupelor UEFA de două ori. Milan a câștigat fiecare competiție majoră în care a concurat, cu excepția Europa League (în această competiție a pierdut două semifinale, 1972 și 2002).
Pe plan intern, Milan a câștigat 19 campionate.  Milan a câștigat de asemenea Cupa Italiei de 5 ori și Supercupa Italiei de 7 ori.
Milan joacă meciurile de acasă pe San Siro, de asemenea cunoscut și ca Stadionul Giuseppe Meazza. Stadionul pe care îl împarte cu Internazionale, este cel mai mare din Italia, cu o capacitate totală de 80.018. Inter sunt considerați cei mai mari rivali ai lor, meciul dintre cele două echipe este numit Derby della Madonnina, care este unul dintre cele mai urmarite derbyuri din fotbal. Începând cu anul 2010, Milan este a treia cea mai susținută echipă din Italia, și a șaptea cea mai susținută echipă din Europa, înainte de orice altă echipă italiană. 
Proprietarul clubului a fost fostul prim-ministru italian și acționar majoritar al Mediaset, Silvio Berlusconi. Clubul este unul dintre cele mai bogate și mai valoroase din fotbalul italian și mondial. A fost membru fondator al grupului G-14 și al Asociației Cluburilor Europene, care a fost fondată după dizolvarea primei organizații.

## Istoria

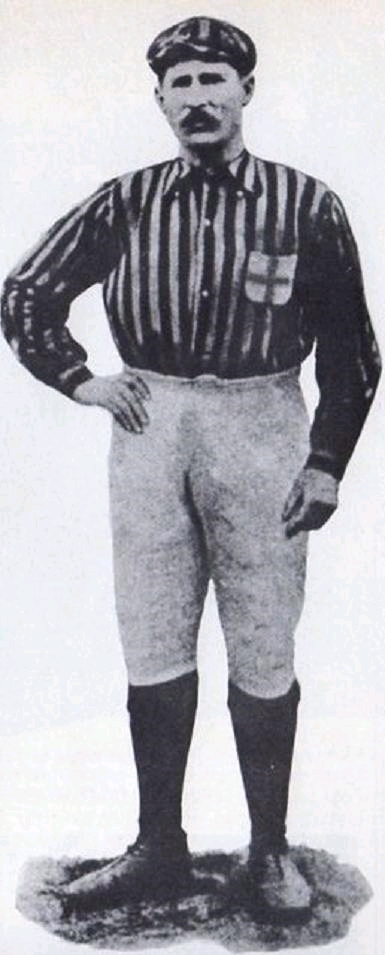
Herbert Kilpin, primul căpitan la A.C. Milan.

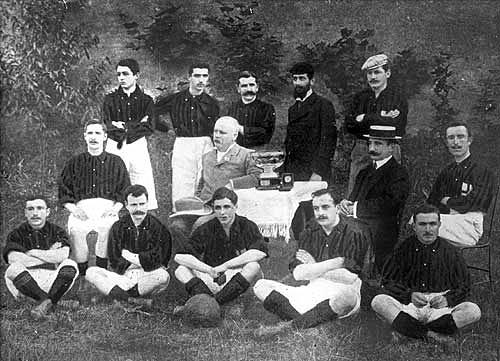
AC Milan în 1901

A.C. Milan a fost înființat ca Milan Cricket and Foot-ball Club pe 13 decembrie 1899 de englezii expatriați Alfred Edwards și Herbert Kilpin, care au venit din orașul englezesc Nottingham. În onoarea originilor sale, clubul și-a păstrat denumirea engleză în loc să și-o schimbe în italienescul Milano, denumire pe care a fost nevoită să o suporte în cadrul regimului fascist. În plus, denumirea "Milan" se potrivește la cuvântul din dialectul milanez prin care este cunoscut orașul Milano, care se pronunță ca în limba engleză. Milan a câștigat primul său campionat italian în 1901 și încă două succesive în 1906 și 1907.
În 1908, Milan a cunoscut o ruptură cauzată de neînțelegerile interne asupra semnarii cu jucători străini, care a dus la formarea de o altă echipă în Milano, F.C. Internazionale Milano. În urma acestor evenimente, Milan nu a reușit să câștige decât un singur titlu intern în 1950-51. Anii 1950 au văzut întoarcerea clubului în topul fotbalului italian, condus de celebrul trio suedez Gre-No-Li format din Gunnar Gren, Gunnar Nordahl și Nils Liedholm. Aceasta a fost una dintre cele mai de succes perioade ale clubului pe plan intern, cu Scudetto ajungând la Milan în 1951, 1955, 1957, 1959 si 1962. În 1963, Milan a câștigat primul său titlu continental învingând S.L. Benfica în finala Cupei Campionilor Europeni. Acest succes a fost repetat în 1969, învingând cu 4-1 pe AFC Ajax în finală, care a fost urmat de titlul intercontinental în același an. De asemenea în această perioadă, Milan a câștigat prima sa Coppa Italia, cu victoria asupra Padovei în finala din 1967, și de două ori Cupa Cupelor UEFA: în 1967-68 și 1972-73.
Milan a câștigat al zecelea titlu intern în 1979, dar după retragerea lui Gianni Rivera din același an, echipa a intrat într-o perioadă de declin. Clubul a fost implicat în scandalul Totonero 1980 și ca pedeapsă a fost retrogradat în Serie B pentru prima dată în istoria sa. Scandalul a fost centrat în jurul unui sindicat de pariuri ce plătea jucători și oficialii echipelor pentru a stabili rezultatul meciurilor. Milan obține promovarea înapoi în Serie A, din prima încercare, câștigând titlul în Serie B în sezonul 1980-81, dar a retrogradat din nou un an mai târziu deoarece echipa a terminat sezonul 1981-82 pe al treilea loc de retrogradare. În 1983, Milan câștigă titlul în Serie B pentru a doua oară în ultimele trei sezoane și revine în Serie A, obținând locul opt în sezonul 1983-84.
Pe 20 februarie 1986, antreprenorul Silvio Berlusconi a achiziționat clubul și la salvat de la faliment investind sume mari de bani, la numit antrenor pe Arrigo Sacchi și a semnat cu internaționalii olandezi: Ruud Gullit, Marco van Basten și Frank Rijkaard. Trio-ul olandez a adăugat un impuls ofensiv echipei, și a fost completată de internaționalii italieni: Paolo Maldini, Franco Baresi, Alessandro Costacurta și Roberto Donadoni. Sub conducerea lui Sacchi, Milan a câștigat primul său Scudetto după nouă ani în sezonul 1987-88. În anul următor clubul a câștigat prima sa Cupa a Campionilor Europeni după două decenii, învingând clubul român Steaua București cu 4-0 în finală. Milan și-a păstrat titlul învingând 1-0 pe Benfica un an mai târziu. Echipa Milanului din sezonul 1989-90 a fost votată ca fiind cea mai bună a clubului din toate timpurile, într-un sondaj mondial de experți efectuat de revista World Soccer.
După ce Sacchi a părăsit Milanul în 1991, el a fost înlocuit cu fostul jucător al clubului Fabio Capello, sub conducerea căruia echipa a câștigat trei titluri consecutive în Serie A între anii 1992 și 1994, o perioadă care a inclus o serie de 58 de meciuri fără înfrângere în Serie A și apariții în finalele UEFA Champions League din 1993 și 1994. La un an după ce a fost învinsă cu 1-0 de Olympique de Marseille în finala Ligii Campionilor 1993, echipa a atins apogeul într-unul din cele mai memorabile meciuri ale Milanului din toate timpurile, celebra victorie cu 4-0 împotriva Barcelonei în finala Ligii Campionilor 1994. Echipa lui Capello a continuat să câștige titlul în sezonul 1995-96 din Serie A înainte ca acesta să plece ca antrenor la Real Madrid în 1996. În sezonul 1998-99, după o perioadă de doi ani de declin, Milan a câștigat campionatul pentru a 16 oară în sezonul centenarului clubului.

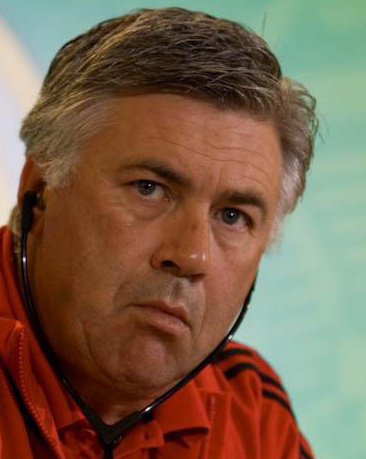
Carlo Ancelotti câștigând de două ori Liga Campionilor ca antrenor la Milan.

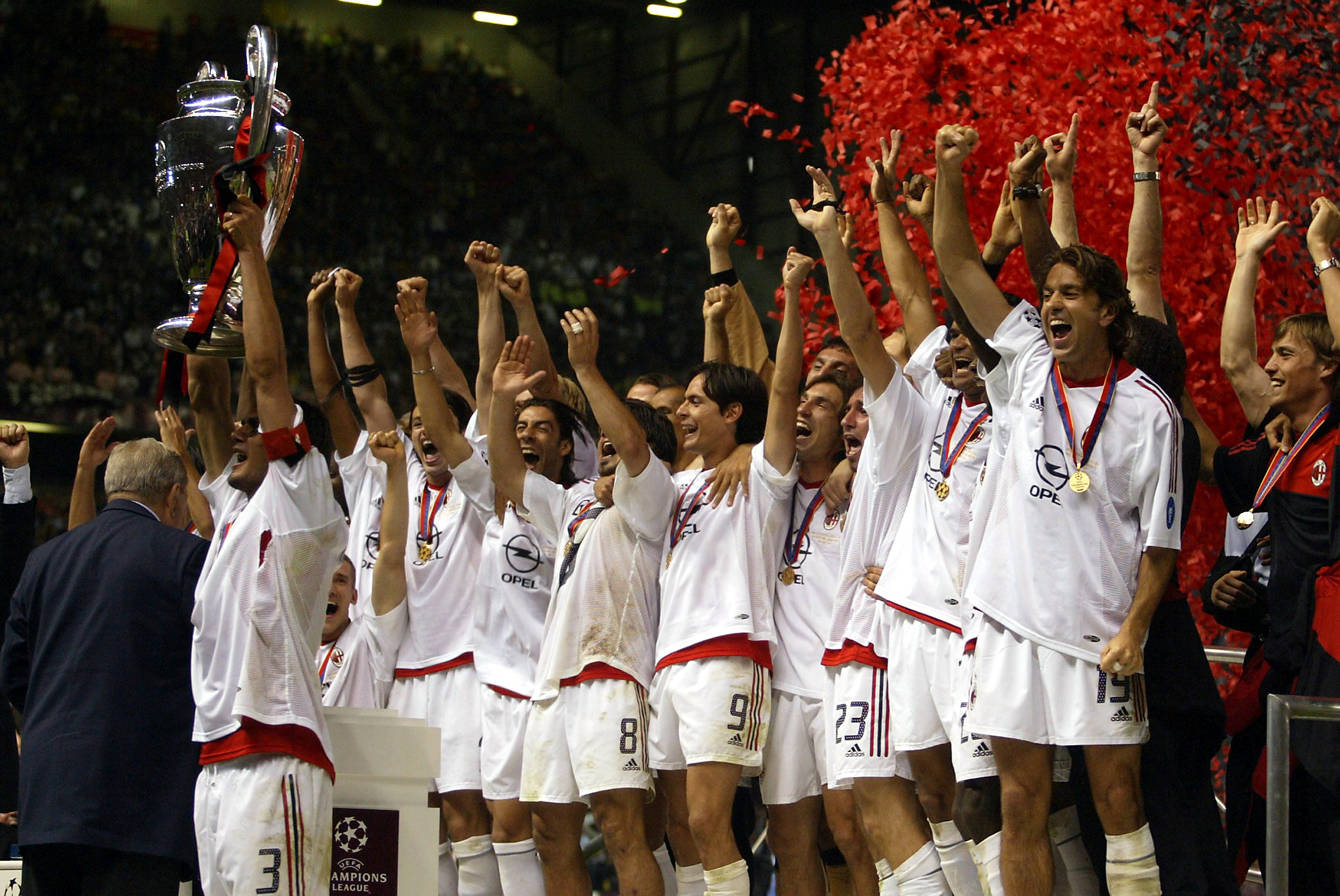
Jucătorii lui AC Milan celebrând cucerirea Liga Campionilor 2002-2003 în fața Juventus

Următoarea perioadă de succes a Milanului a fost sub cârma unui alt fost jucător, Carlo Ancelotti. După numirea sa în noiembrie 2001, Ancelotti a dus Milanul în finala Ligii Campionilor 2003, învingând Juventus la penalti și câștigând astfel a șasea Cupă Europeană a clubului. Echipa a câștigat apoi Scudetto în sezonul 2003-04, înainte de a ajunge în finala Ligii Campionilor 2005, unde au fost bătuți de Liverpool la penalti după ce au condus cu 3-0 la pauză. Doi ani mai târziu, cele două echipe s-au întâlnit din nou în finala Ligii Campionilor 2007, când Milan a învins cu 2-1 câștigând trofeul pentru a șaptea oară. Echipa a câștigat apoi pentru prima dată Campionatul Mondial al Cluburilor FIFA în decembrie 2007. În 2009, după ce a devenit antrenorul cu al doilea cel mai lung mandat la Milan, cu 420 meciuri, Ancelotti a părăsit clubul preluând funcția de antrenor la Chelsea.
În această perioadă, clubul a fost implicat în scandalul Calciopoli, când cinci echipe au fost acuzate de aranjarea meciurilor prin selectarea arbitrilor favoriți. O anchetă de poliție exclus însă orice implicare a managerilor Milanului, dar FIGC a decis în mod unilateral că are probe suficiente pentru a-l aresta pe vicepreședintele Milanului, Adriano Galliani. Ca rezultat, Milan a fost inițial pedepsită cu o penalizare de 15 puncte fiindu-i astfel interzisă participarea în Liga Campionilor 2006-2007. După calea de atac inițiată de Milan sancțiunea a fost redusă la opt puncte, ceea ce a permis echipei să-și să participe în Liga Campionilor.
După încheierea scandalului Calciopoli, rivalii locali Internazionale au dominat Serie A, câștigând de patru ori Scudetto. Cu toate acestea, cu ajutorul oferit de jucători, cum ar fi Zlatan Ibrahimovic, Robinho și Alexandre Pato alături de veteranii succesului european de la mijlocul deceniului, Milan a recucerit Scudetto în sezonul 2010-11 din Serie A, primul după sezonul 2003-04, ajungând astfel la al 18 titlu în Serie A.

## Culorile și emblema

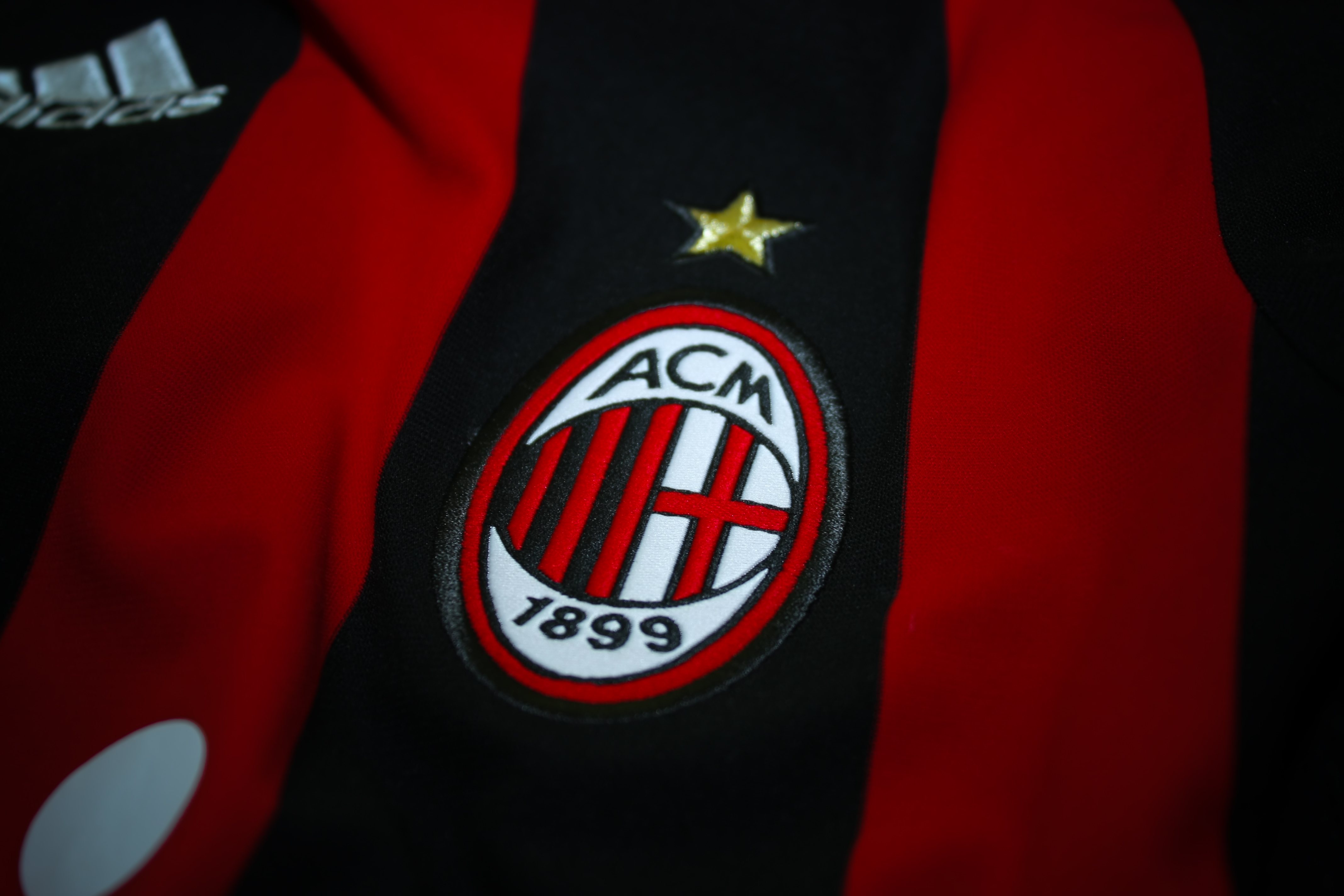
Emblema AC Milan pe tricoul lui 2009

Roșu și negru sunt culorile care au reprezentat clubul de-a lungul întregii sale istorii. Ele au fost alese pentru a reprezenta "ardoare de foc a jucătorilor" (roșu) și "frica adversarilor de a înfrunta echipa" (negru). Rossoneri, porecla utilizată a echipei, care înseamnă literal "roșu & negrii" în limba italiană, cu referire la culorile dungilor de pe tricourile sale.
O altă poreclă derivată din culorile clubului este Diavolul. O imagine a unui diavol roșu a fost utilizat ca logo-ul Milanului la un moment dat cu o Stea de Aur pentru Excelentă Sportivă situată lângă ea. Așa cum se obișnuiește în fotbalul italian, steaua de deasupra logo-ului a fost acordată clubului după ce a câștigat al 10-lea titlu de campioană, în 1979. Timp de mulți ani, emblema Milanului a fost pur și simplu Drapelul din Milano, care a fost inițial sub pavilionul Saint Ambrose. Emblemele moderne utilizate în prezent reprezintă culorile clubului și pavilionul Comune di Milano, cu acronimul ACM în partea de sus și anul fundație (1899) în partea de jos.
Pantalonii scurți albi și șosetele negre fac parte de obicei din echipamentul purtat acasă al echipei. Echipamentul din deplasareal Milanului a fost întotdeauna complet alb. Acesta este considerat atât de către fani cât și de club cum că ar fi echipamentul norocos pentru finalele Ligii Campionilor, ca urmare a faptului că Milan a câștigat șase finale din opt într-un echipament total alb (pierzând doar cu Ajax în 1995 și Liverpool în 2005) , și a câștigat doar una din trei în echipamentul de origine. Cel de-al treilea echipament, care este rar folosit, se schimbă anual, fiind în cea mai mare parte negru cu margini roșii în ultimele sezoane.

## Stadion

### San Siro
Stadionul echipei San Siro are 80.018 de locuri, cunoscut oficial ca Stadio Giuseppe Meazza, după fostul jucător care a reprezentat atât Milan cât și Internazionale. Suporterii Milanului preferă însă denumirea de "San Siro" deoarece Meazza, deși a jucat la ambele echipe ale orașului, a contribuit mai mult la succesele Interului decât la cele ale Milanului. San Siro a fost de la început casa Milanului din 1926, când a fost construit în particular de o finantare a președintelui Milanului, la momentul respectiv, Piero Pirelli. Construcție a fost realizată prin 120 de muncitori, și a luat 13 luni și jumătate pentru a se finaliza. Stadionul a fost deținut de club până când a fost vândut la Consiliului Local în 1935, iar din 1947 a fost împărțit cu Internazionale.
Primul meci jucat pe stadion a fost pe 19 septembrie 1926, atunci când Milan a pierdut cu 6-3 amicalul cu Internazionale. Milan a jucat primul meci din campionat pe San Siro pe 19 septembrie 1926, când a pierdut cu 1-2 în fața Sampierdarenese. De la o capacitate inițială de 35.000 de locuri, stadionul a suferit mai multe renovări majore, cel mai recent pentru Campionatul Mondial de Fotbal 1990, când capacitatea sa a fost stabilită la 85.700, toate acoperite cu un acoperiș din policarbonat. În vara anului 2008, capacitatea sa a fost redusă la 80.018, pentru a îndeplini noile standarde stabilite de UEFA.
Pe baza modelului englezesc pentru stadioane, San Siro este conceput special pentru meciuri de fotbal, spre deosebire de multe stadioane multi-scop folosite în Serie A. Prin urmare, este renumit în Italia pentru atmosfera sa fantastică în timpul meciurilor, datorită apropierii locurilor de teren. Utilizarea frecventă a pirotehnicelor de către suporteri contribuie la atmosferă, dar practic a cauzat probleme din când în când.

### AC Milan Emirates Stadium
Pe 19 decembrie 2005, vicepreședintele și directorul executiv al Milanului, Adriano Galliani a anunțat că clubul se interesează serios pentru o relocare. El a spus că noul stadion al Milanului se va baza în mare parte pe Veltins-Arena și va urma standardele stadioanelor de fotbal din Statele Unite, Germania și Spania. Spre deosebire de multe alte stadioane din Italia, noul stadion va fi folosit doar pentru fotbal, care nu are pistă de atletism.
Pe 11 decembrie 2014, Barbara Berlusconi a anunțat o propunere de a construi un stadion de 42.000 de locuri în Portello, în spatele noului sediu al Rossonerilor și a pieței mari "Piazza Gino Valle". Noul orășel cu mall-uri și hoteluri ar fi situat în apropiere de districtul CityLife și ar fi deservit de metrou.
Cu toate acestea, pe 20 septembrie 2015 Silvio Berlusconi a pus capăt planurilor clubului său de a construi un nou stadion în oraș.

## Suporteri și rivalități
Milan este unul dintre cele mai susținute cluburi din Italia, conform unui sondaj realizat de ziarul La Repubblica. Istoric, Milan a fost sprijinită de clasa muncitoare și sindicatele orașului. Pe de altă parte, rivalii Internazionale au fost susținuți în principal de clasa de mijloc mai prosperă a orașului. Una dintre cele mai vechi grupări ultras din Italia Fossa dei Leoni își are originile în Milan. În acest moment principalul grup ultras este Brigate Rossonere.

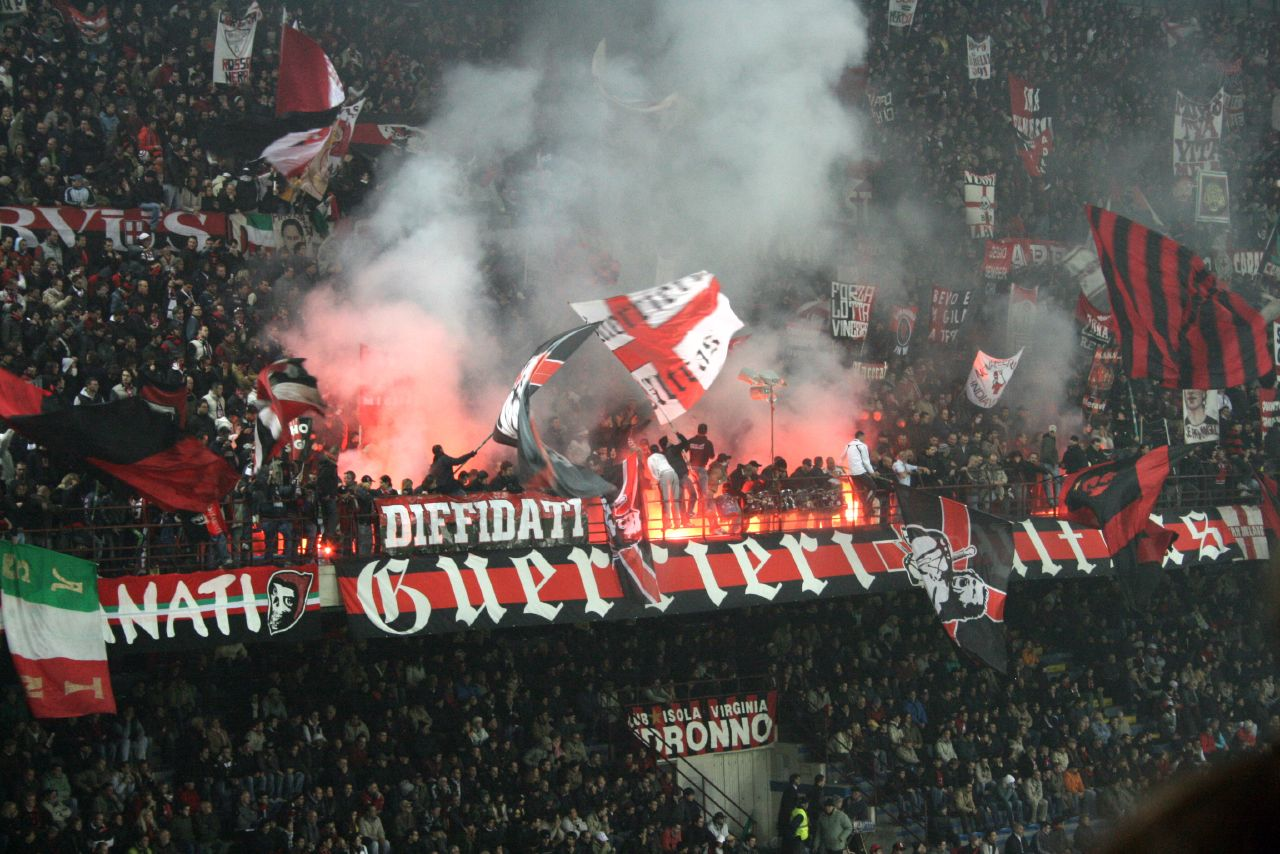
Suporterii lui AC Milan în 2006.

Potrivit unui studiu din 2010, Milan este echipa italiană cea mai susținută în Europa și a șaptea în lume, cu peste 18,4 milioane de fani. AC Milan a avut a noua cea mai mare prezență medie ale cluburilor de fotbal europene în timpul sezonului 2010-11 fiind în urma: Borussia Dortmund, FC Barcelona, Manchester United, Real Madrid, Bayern München, Schalke, Arsenal și Hamburger SV.
Fanii Genoa consideră Milan ca fiind un rival de moarte după ce Vincenzo Spagnolo, un fan al Genoa a fost înjunghiat mortal de către un fan milanez în ianuarie 1995. Cu toate acestea, cea mai mare rivală a celor de la AC Milan este Internazionale; ambele cluburi se întâlnesc în mult așteptatul Derby della Madonnina de două ori în fiecare sezon din Serie A. Numele derbyului face referire la Fecioara Maria, a cărei statuie se află pe Catedrala din Milano, una din principalele atracții ale orașului. Meciul de obicei creează o atmosferă plină de viață cu numeroase bannere (adesea pline de umor sau ofensatoare) desfășurate înainte de începerea jocului. Rachetele de semnalizare sunt de obicei prezente și contribuie la spectacol, dar au condus uneori la probleme, inclusiv la abandonarea celei de a doua manșe a sfertului de finală al Ligii Campionilor 2004-05 dintre Milan și Inter pe 12 aprilie 2005, după ce un obiect pirotehnic a fost aruncat din mulțime de către un suporter al Interului ce l-a lovit pe portarul Dida în umăr.

## Jucători

### Lotul actual
La 15 august 2025.
| Nr. |                            | Poziție | Jucător                |
| --- | -------------------------- | ------- | ---------------------- |
| 1   | Italia                     | P       | Pietro Terracciano     |
| 2   | Ecuador                    | F       | Pervis Estupiñán       |
| 4   | Italia                     | M       | Samuele Ricci          |
| 5   | Belgia                     | F       | Koni De Winter         |
| 7   | Mexic                      | A       | Santiago Giménez       |
| 8   | Anglia                     | M       | Ruben Loftus-Cheek     |
| 10  | Portugalia                 | A       | Rafael Leão            |
| 11  | Statele Unite ale Americii | M       | Christian Pulisic      |
| 14  | Croația                    | M       | Luka Modrić            |
| 16  | Franța                     | P       | Mike Maignan (căpitan) |
| 17  | Elveția                    | A       | Noah Okafor            |
| 19  | Franța                     | M       | Youssouf Fofana        |
| 20  | Spania                     | F       | Álex Jiménez           |

| Nr. |                            | Poziție | Jucător             |
| --- | -------------------------- | ------- | ------------------- |
| 21  | Nigeria                    | A       | Samuel Chukwueze    |
| 23  | Anglia                     | F       | Fikayo Tomori       |
| 24  | Elveția                    | F       | Zachary Athekame    |
| 30  | Elveția                    | M       | Ardon Jashari       |
| 31  | Serbia                     | F       | Strahinja Pavlović  |
| 33  | Italia                     | F       | Davide Bartesaghi   |
| 46  | Italia                     | F       | Matteo Gabbia       |
| 56  | Belgia                     | M       | Alexis Saelemaekers |
| 80  | Statele Unite ale Americii | M       | Yunus Musah         |
| 96  | Italia                     | P       | Lorenzo Torriani    |
|     | Franța                     | M       | Yacine Adli         |
|     | Algeria                    | M       | Ismaël Bennacer     |

### Jucători împrumutați
| Nr. |        | Poziție | Jucător                                                  |
| --- | ------ | ------- | -------------------------------------------------------- |
|     | Italia | F       | Filippo Terracciano (la Cremonese până pe 30 iunie 2026) |
|     | Franța | M       | Warren Bondo (la Cremonese până pe 30 iunie 2026)        |
|     | Italia | M       | Tommaso Pobega (la Bologna până pe 30 iunie 2026)        |
|     | Italia | M       | Kevin Zeroli (la Monza până pe 30 iunie 2026)            |

| Nr. |        | Poziție | Jucător                                            |
| --- | ------ | ------- | -------------------------------------------------- |
|     | Italia | A       | Francesco Camarda (la Lecce până pe 30 iunie 2026) |
|     | Italia | A       | Lorenzo Colombo (la Genoa până pe 30 iunie 2026)   |
|     | Spania | A       | Álvaro Morata (la Como până pe 30 iunie 2026)      |

### Numere retrase
| Nr. | Jucător       | Naționalitate | Poziție                        | Debutul la Milan | Ultimul meci |
| --- | ------------- | ------------- | ------------------------------ | ---------------- | ------------ |
| 3*  | Paolo Maldini | Italia        | Fundaș central / Fundaș stânga | 25 ianuarie 1985 | 31 mai 2009  |
| 6   | Franco Baresi | Italia        | Libero                         | 23 aprilie 1978  | 1 iunie 1997 |

* Ar putea să fie restaurat pentru unul dintre cei doi fii ai săi, doar dacă ar deveni jucător profesionist al clubului.

## Staff-ul tehnic
La 8 iulie 2025.
| Poziție                   | Nume                 |
| ------------------------- | -------------------- |
| Antrenor principal        | Massimiliano Allegri |
| Antrenor asistent         | Marco Landucci       |
| Asistent tehnic           | Aldo Dolcetti        |
| Asistent tehnic           | Maurizio Trombetta   |
| Asistent tehnic           | Francesco Magnanelli |
| Asistent tehnic           | Bernardo Corradi     |
| Antrenor de portari       | Claudio Filippi      |
| Antrenor de portari       | Daniele Borri        |
| Antrenori de fitness      | Simone Folletti      |
| Antrenori de fitness      | Filippo Nardi        |
| Antrenori de fitness      | Andrea Riboli        |
| Kinetoterapeut            | Stefano Grani        |
| Observatori               | Roberto Bosco        |
| Observatori               | Emilio Doveri        |
| Director sportiv          | Igli Tare            |
| Director tehnic/sef scout | Geoffrey Moncada     |
| Managerul Academiei       | Vincenzo Vergine     |
| Șeful secției medicale    | Stefano Mazzoni      |
| Om de știință în sport    | Marco Luison         |

## Președinți și antrenori

### Istoricul președinților
Milan a avut numeroși președinți de-a lungul istoriei sale, dintre care unii au fost proprietarii clubului în timp ce alți au fost doar președinți onorifici.
| Nume                                      | Perioada  |
| ----------------------------------------- | --------- |
| Alfred Edwards                            | 1899–1909 |
| Giannino Camperio                         | 1909      |
| Piero Pirelli                             | 1909–1928 |
| Luigi Ravasco                             | 1928–1930 |
| Mario Bernazzoli                          | 1930–1933 |
| Luigi Ravasco                             | 1933–1935 |
| Pietro Annoni                             | 1935      |
| Pietro Annoni G. Lorenzini Rino Valdameri | 1935–1936 |
| Emilio Colombo                            | 1936–1939 |
| Achille Invernizzi                        | 1939–1940 |

| Nume               | Perioada  |
| ------------------ | --------- |
| Umberto Trabattoni | 1940–1944 |
| Antonio Busini     | 1944–1945 |
| Umberto Trabattoni | 1945–1954 |
| Andrea Rizzoli     | 1954–1963 |
| Felice Riva        | 1963–1965 |
| Federico Sordillo  | 1965–1966 |
| Franco Carraro     | 1967–1971 |
| Federico Sordillo  | 1971–1972 |
| Albino Buticchi    | 1972–1975 |
| Bruno Pardi        | 1975–1976 |
| Vittorio Duina     | 1976–1977 |

| Nume                  | Perioada  |
| --------------------- | --------- |
| Felice Colombo        | 1977–1980 |
| Gaetano Morazzoni     | 1980–1982 |
| Giuseppe Farina       | 1982–1986 |
| Rosario Lo Verde      | 1986      |
| Silvio Berlusconi     | 1986–2004 |
| Comisia Prezidențială | 2004–2006 |
| Silvio Berlusconi     | 2006–2008 |
| Comisia Prezidențială | 2008–2012 |
| Silvio Berlusconi     | 2012–2017 |
| Li Yonghong           | 2017–     |

### Istoricul antrenorilor

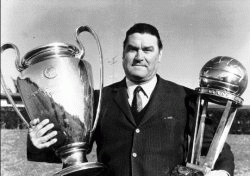
Nereo Rocco, cel mai de succes antrenor din istoria AC Milan cu 10 trofee.

| Nume                         | Naționalitate     | Perioada  |
| ---------------------------- | ----------------- | --------- |
| Herbert Kilpin               | Anglia            | 1900–1908 |
| Daniele Angeloni             | Italia            | 1906–1907 |
| Comisia Tehnică              | Italia            | 1907–1910 |
| Giovanni Camperio            | Italia            | 1910–1911 |
| Comisia Tehnică              | Italia            | 1911–1914 |
| Guido Moda                   | Italia            | 1915–1922 |
| Ferdi Oppenheim              | Austria           | 1922–1924 |
| Vittorio Pozzo               | Italia            | 1924–1926 |
| Guido Moda                   | Italia            | 1926      |
| Herbert Burgess              | Anglia            | 1926–1928 |
| Engelbert König              | Austria           | 1928–1931 |
| József Bánás                 | Ungaria           | 1931–1933 |
| József Viola                 | Ungaria           | 1933–1934 |
| Adolfo Baloncieri            | Italia            | 1934–1937 |
| William Garbutt              | Anglia            | 1937      |
| Hermann Felsner József Bánás | Austria · Ungaria | 1937–1938 |
| József Viola                 | Ungaria           | 1938–1940 |
| Guido Ara Antonio Busini     | Italia · Italia   | 1940–1941 |
| Mario Magnozzi               | Italia            | 1941–1943 |
| Giuseppe Santagostino        | Italia            | 1943–1945 |
| Adolfo Baloncieri            | Italia            | 1945–1946 |
| Giuseppe Bigogno             | Italia            | 1946–1949 |
| Lajos Czeizler               | Ungaria           | 1949–1952 |
| Gunnar Gren                  | Suedia            | 1952      |
| Mario Sperone                | Italia            | 1952–1953 |
| Béla Guttmann                | Ungaria           | 1953–1954 |
| Antonio Busini               | Italia            | 1954      |
| Hector Puricelli             | Uruguay           | 1954–1956 |
| Giuseppe Viani               | Italia            | 1957–1960 |
| Paolo Todeschini             | Italia            | 1960–1961 |
| Nereo Rocco                  | Italia            | 1961–1963 |
| Luis Carniglia               | Argentina         | 1963–1964 |
| Nils Liedholm                | Suedia            | 1963–1966 |
| Giovanni Cattozzo            | Italia            | 1966      |
| Arturo Silvestri             | Italia            | 1966–1967 |
| Nereo Rocco                  | Italia            | 1967–1972 |
| Cesare Maldini               | Italia            | 1973–1974 |
| Giovanni Trapattoni          | Italia            | 1974      |

| Nume                           | Naționalitate   | Perioada  |
| ------------------------------ | --------------- | --------- |
| Gustavo Giagnoni               | Italia          | 1974–1975 |
| Nereo Rocco                    | Italia          | 1975      |
| Paolo Barison                  | Italia          | 1975–1976 |
| Giovanni Trapattoni            | Italia          | 1976      |
| Giuseppe Marchioro             | Italia          | 1976–1977 |
| Nereo Rocco                    | Italia          | 1977      |
| Nils Liedholm                  | Suedia          | 1977–1979 |
| Massimo Giacomini              | Italia          | 1979–1981 |
| Italo Galbiati                 | Italia          | 1981      |
| Luigi Radice                   | Italia          | 1981–1982 |
| Italo Galbiati                 | Italia          | 1982      |
| Francesco Zagatti              | Italia          | 1982      |
| Ilario Castagner               | Italia          | 1982–1984 |
| Italo Galbiati                 | Italia          | 1984      |
| Nils Liedholm                  | Suedia          | 1984–1987 |
| Fabio Capello                  | Italia          | 1987      |
| Arrigo Sacchi                  | Italia          | 1987–1991 |
| Fabio Capello                  | Italia          | 1991–1996 |
| Óscar Tabárez                  | Uruguay         | 1996      |
| Giorgio Morini                 | Italia          | 1996–1997 |
| Arrigo Sacchi                  | Italia          | 1997      |
| Fabio Capello                  | Italia          | 1997–1998 |
| Alberto Zaccheroni             | Italia          | 1998–2001 |
| Cesare Maldini Mauro Tassotti  | Italia          | 2001      |
| Fatih Terim Antonio Di Gennaro | Turcia · Italia | 2001      |
| Carlo Ancelotti                | Italia          | 2001–2009 |
| Leonardo                       | Brazilia        | 2009–2010 |
| Massimiliano Allegri           | Italia          | 2010–2014 |
| Mauro Tassotti (interimar)     | Italia          | 2014      |
| Clarence Seedorf               | Țările de Jos   | 2014      |
| Filippo Inzaghi                | Italia          | 2014–2015 |
| Siniša Mihajlović              | Serbia          | 2015–2016 |
| Cristian Brocchi               | Italia          | 2016      |
| Vincenzo Montella              | Italia          | 2016–2017 |
| Gennaro Gattuso                | Italia          | 2017–2019 |
| Marco Giampaolo                | Italia          | 2019      |
| Stefano Pioli                  | Italia          | 2019–2024 |
| Paulo Fonseca                  | Portugalia      | 2024–     |

## Palmares

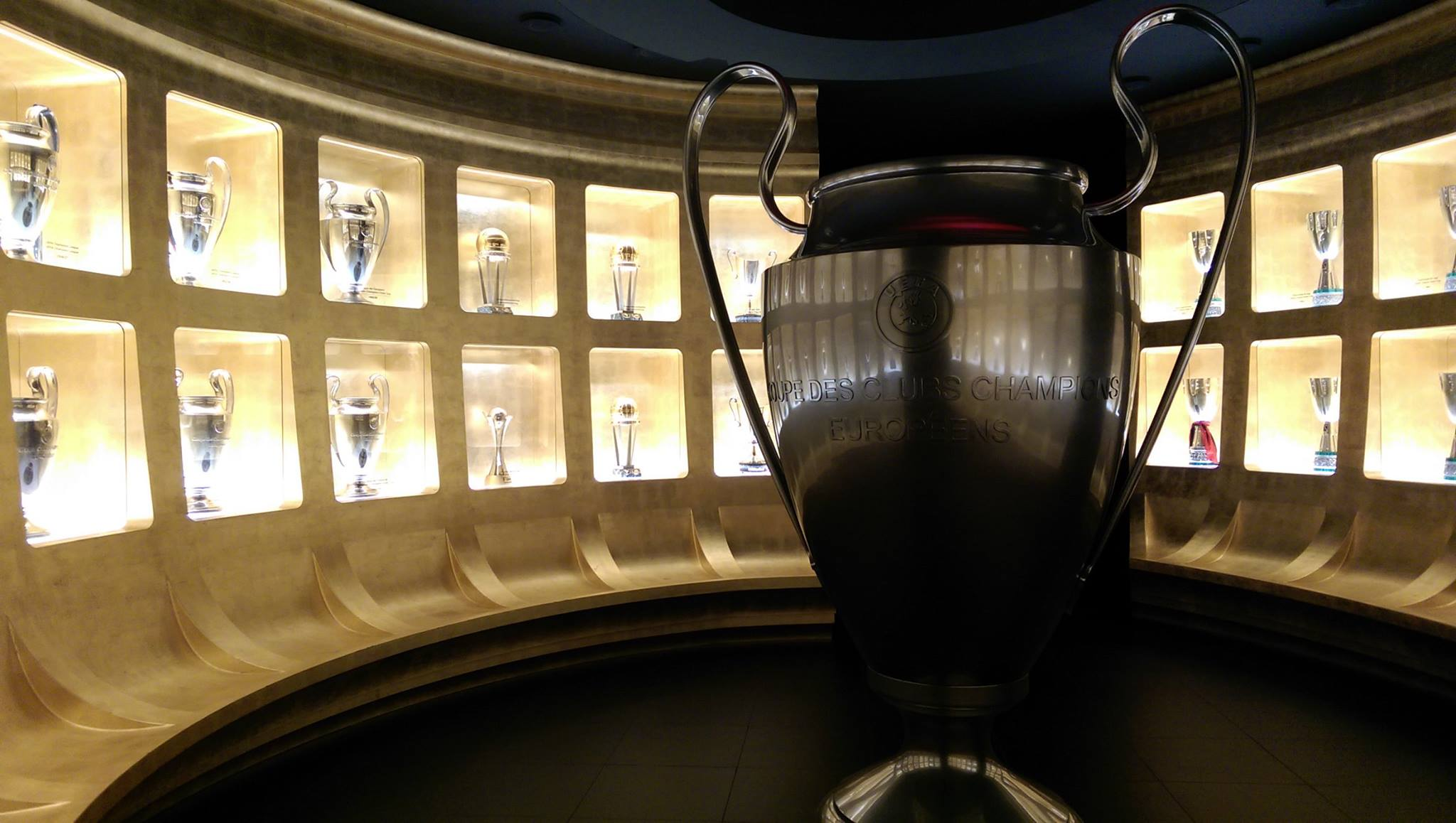
Vitrina cu trofeele lui AC Milan

### Trofee interne
- Serie A:
  - Campioană (19): 1901; 1906; 1907; 1950–51; 1954–55; 1956–57; 1958–59; 1961–62; 1967–68; 1978–79; 1987–88; 1991–92; 1992–93; 1993–94; 1995–96; 1998–99; 2003–04; 2010–11; 2021–22

- Cupa Italiei:
  - Câștigătoare (5): 1966–67; 1971-72; 1972–73; 1976–77; 2002–03

- Supercupa Italiei:
  - Câștigătoare (7): 1988; 1992; 1993; 1994; 2004; 2011; 2016

- Serie B:
  - Campioană (2): 1980–81; 1982–83

### Trofee internaționale
- Liga Campionilor UEFA (fostă Cupa Campionilor Europeni):
  - Câștigătoare (7): 1962–63; 1968–69; 1988–89; 1989–90; 1993–94; 2002–03; 2006–07

- Supercupa Europei:
  - Câștigătoare (5): 1989; 1990; 1994; 2003; 2007

- Cupa Cupelor:
  - Câștigătoare (2): 1967–68; 1972–73

- Cupa Intercontinentală:
  - Câștigătoare (3): 1969; 1989; 1990

- Campionatul Mondial al Cluburilor FIFA:
  - Câștigătoare (1): 2007

## Premii individuale jucători
- Balonul de aur: 8 - Gianni Rivera (1969), Ruud Gullit (1987), Marco van Basten (1988, 1989, 1992), George Weah (1995), Andriy Shevchenko (2004), Kaka (2007)

## Jucători celebri
Următorii jucători au fost aleși de către fani ca cei mai buni din istoria clubului:
- Demetrio Albertini
- José Altafani
- Carlo Ancelotti
- Roberto Baggio
- Franco Baresi
- Oliver Bierhoff
- Zvonimir Boban
- Ruben Buriani
- Fabio Capello
- Alessandro Costarcuta
- Fabio Cudicini
- Leonardo De Araujo
- Ronaldo De Asis Moreira
- Marcel Dersailly
- Nelson Dida
- Roberto Donadoni
- Sérgio Cláudio Dos Santos
- Marcos Evangelista de Morais
- Alberigo Evani
- Filippo Galli
- Giovanni Galli
- Gunnar Gren
- Ruud Gullit
- Ricardo Izecson dos Santos Leite
- Niels Liedholm
- Giovanni Lodetti
- Aldo Maldera
- Paolo Maldini
- Cesare Maldini
- Daniele Massaro
- Gunnar Nordahl
- Andrea Pirlo
- Pierino Prati
- Luigi Radice
- Frank Rijkaard
- Gianni Rivera
- Andrei Șevcenko